# Halo Infinite
Pour les articles homonymes, voir Halo.
Halo Infinite est un jeu vidéo de tir à la première personne développé par 343 Industries et édité par Xbox Game Studios, sorti le 8 décembre 2021 sur Windows, Xbox One et Xbox Series,. C'est le sixième jeu principal de la série Halo, faisant suite à Halo 5: Guardians sorti en 2015.

## Synopsis
Après que Cortana se soit lancée dans une conquête galactique, le Dr Halsey, et l'équipage de l'Infinity mettent au point un piège pour l'éliminer. Utilisant une IA qui est presque une copie conforme de Cortana, l'UNSC prévoit d'attirer puis d'enfermer Cortana à l'intérieur d'un dispositif forerunner avant de l'effacer définitivement. L'Infinity se déploie près d'une Installation Halo, Halo Zêta, pour tendre le piège. Malheureusement, les Parias — une ancienne faction dissidente des Covenants réunissant bannis, pirates et autres mercenaires — attaquent le vaisseau et le détruisent avant de prendre le contrôle du Halo. Six mois après cette défaite, le Major John-117 est retrouvé et ranimé par un soldat survivant. Le Spartan devra rassembler les forces éparpillées de l'UNSC afin d'empêcher les Parias d'activer le Halo et assoir leur domination sur la galaxie, tout en découvrant les nombreux secrets de l'installation.

## Développement
Halo Infinite est annoncé le 10 juin 2018 lors de la conférence de Microsoft à l'E3 2018. Le jeu est développé par 343 Industries avec un nouveau moteur, le Slipspace Engine, en coopération avec le studio canadien SkyBox Labs. Une séquence de gameplay est présentée le 23 juillet 2020 à l'occasion du Xbox Games Showcase et reçoit un accueil plutôt glacial du public qui critique ouvertement la qualité graphique de l'extrait. En août 2020, le studio californien Sperasoft, spécialisé dans le co-développement, annonce sa participation au développement du jeu, tandis que la sortie de celui-ci est reportée à 2021. Le même mois, le studio texan Certain Affinity, impliqué dans la franchise depuis son travail sur le multijoueur de Halo 2, annonce qu'il participe au développement depuis décembre 2019. Par ailleurs, l'écrivain Joseph Staten, ancien de Bungie Studios ayant travaillé sur les premiers jeux Halo, se joint au projet. En août 2021, le studio annonce que deux modes de jeux ne seront pas disponibles au lancement, mais plus tard (le mode coopératif et le mode forge). La sortie du jeu le 8 décembre 2021 est annoncée quelques jours plus tard à l'occasion du salon allemand Gamescom.
Le mode multijoueur sera free-to-play.
La bande-son est composée par Gareth Coker, Joel Corelitz (en) et Curtis Schweitzer.

## Commercialisation
Le 7 mai 2020, en raison de l'événement E3 2020 annulé, Microsoft a annoncé qu'il révélerait les premières séquences de gameplay de Halo Infinite le 23 juillet 2020, entre autres jeux de ses studios propriétaires pour Xbox. Le 24 juin 2020, la chaîne YouTube officielle Halo a présenté une courte vidéo intitulée « SIGNAL DETECTED. TAG DESIGNATION: FOE », qui a présenté un clip audio d'un personnage anonyme qui représente les Parias, une faction introduite dans Halo Wars 2. Cela a été confirmé plus tard comme étant un teaser pour Infinite.
Parmi les liens commerciaux du jeu, il y a un partenariat avec Monster Energy Drink. Les participants peuvent gagner une variété de skins d'armes, de plaques signalétiques et d'emblèmes d'armes dans le jeu. Il existe également plusieurs expériences de réalité augmentée via Snapchat dans le cadre de la promotion.
À la suite de la révélation du gameplay pour Halo Infinite le 23 juillet 2020, le public a exprimé sa déception face au niveau des graphismes et des performances du jeu. Aaron Greenberg, directeur général du marketing Xbox, a répondu aux préoccupations dans une interview avec Inside Gaming, en disant : « Écoutez, nous sommes au milieu d'une pandémie mondiale. Nous sommes en juillet, nous sommes loin d'être en vacances, vous voyez un jeu en cours de développement. » Il a ajouté que la version finale du jeu serait une « vitrine visuelle »,. 343 Industries ont indiqué plus tard que le jeu recevrait une mise à jour gratuite de Ray tracing après le lancement. Le directeur de l'expérience narrative de 343 Industries, Dan Chosich, a tweeté : « Je veux que vous sachiez que votre voix compte et est entendue [...] Je veux toujours être à la hauteur de l'héritage dont Bungie a été le pionnier. Personnellement, je tiens beaucoup à honorer cela ».

## Esport
Avant même la sortie du jeu, 343 Industries annoncent des partenariats avec les équipes d'Esport : Cloud9, Team Envy, eUnited, FaZe Clan, Fnatic, G2 Esports, Natus Vincere, Sentinels et Spacestation Gaming, afin que ces structures possèdent des skins à leurs couleurs.
Le premier tournoi majeur est le Halo Championship Series 2021: Kickoff Major de Raleigh, remporté par les américains de Cloud9.
Le second Major, joué cette fois à Kansas City (Missouri), voit Sentinels s'imposer en final contre Cloud9 sur un score de 4-0. Cette compétition met fin au premier segment de la saison 2022 pour la jeu.

## Accueil
Halo Infinite reçoit un accueil critique « généralement favorable » de la presse d'après Metacritic, obtenant 80/100 pour la version PC et 87 pour la version Xbox Series.